# 都留拓也
都留 拓也（つる たくや、1994年6月3日 - ）は、日本のお笑い芸人。お笑いコンビ「ラパルフェ」のメンバー。ツッコミ（一部のものまねをするネタではボケ）及びネタ作り担当。東京都江戸川区葛西出身。

## 人物・略歴
千代田区立九段中等教育学校卒業後、千葉大学文学部行動科学科卒業。高校の同級生だった尾身智志とともに「リレンザ」を結成し、早稲田大学お笑い工房LUDO及び千葉大学お笑いサークルP-RITTSに所属。ワタナベコメディスクール26期生となり、プロデビュー後はコンビ名を「ラパルフェ」に改名。
芸能界に入るきっかけとなったのは、同い年で元乃木坂46の西野七瀬と結婚をするためである。
モノマネを得意としており、主なレパートリーは『トイ・ストーリー』のウッディ・プライド、阿部寛、大泉洋、ヒャダイン、吉田麻也、森泉、成田悠輔、ウィル・アイアトンなど。ちなみに、阿部とは2021年4月23日放送の『中居正広の金曜日のスマイルたちへ』で初対面し公認を得た。
銭湯検定3級の資格を所持。年100冊を読破する読書家だという。
2022年12月、フジテレビの『ザ・細かすぎて伝わらないモノマネ』に「ラパルフェ都留」として出場し、森泉/阿部寛/大泉洋/ウッディなどのものまねで優勝した。
2023年8月13日、阿部寛ファンの元モデルで同じ年齢の女性との結婚を発表。

## 出演

### テレビ
- おはスタ（テレビ東京、2021年12月9日 - ） - 都留のみ、『ドギラゴン桜 デュエマ検定!合格への道』コーナーレギュラー
- なりゆき街道旅（フジテレビ、2022年5月8日 - ） - 都留のみ、VTRコーナー『なり調』リポーター（不定期出演）

### ドラマ
- 婚活1000本ノック 第1話（2024年1月17日、フジテレビ） - アベちゃん / 福本 役